# Mauro Menezes
Mauro Menezes (San Paolo, 27 luglio 1963) è un ex tennista brasiliano.

## Carriera
In carriera ha vinto un titolo di doppio, l'ATP Itaparica nel 1990, in coppia con il connazionale Fernando Roese. Nei tornei del Grande Slam ha ottenuto il suo miglior risultato raggiungendo il secondo turno nel doppio all'Open di Francia nel 1988, agli US Open sempre nel 1988 e a Wimbledon nel 1989, e nel doppio misto all'Open di Francia nel 1988.
In Coppa Davis ha giocato un totale di 3 partite, ottenendo una vittoria e 2 sconfitte.

## Statistiche

### Doppio

#### Vittorie (1)
| Numero | Anno             | Torneo                   | Superficie | Compagno       | Avversari in finale           | Punteggio |
| 1.     | 11 novembre 1990 | ATP Itaparica, Itaparica | Cemento    | Fernando Roese | Tomás Carbonell Marcos Górriz | 7-6, 7-5  |

#### Finali perse (4)
| Numero | Anno              | Torneo                        | Superficie  | Compagno         | Avversari in finale         | Punteggio     |
| 1.     | 12 febbraio 1989  | Guarujá Open, Guarujá         | Cemento     | César Kist       | Ricardo Acioly Dácio Campos | 6-7, 6-7      |
| 2.     | 21 maggio 1989    | Internazionali d'Italia, Roma | Terra rossa | Danilo Marcelino | Jim Courier Pete Sampras    | 4-6, 3-6      |
| 3.     | 15 settembre 1991 | Brasilia Open, Brasilia       | Sintetico   | Ricardo Acioly   | Kent Kinnear Roger Smith    | 4-6, 3-6      |
| 4.     | 9 febbraio 1992   | Maceió Open, Maceió           | Terra rossa | Ricardo Acioly   | Gabriel Markus John Sobel   | 4-6, 6-1, 5-7 |